# Station Ler
Station Ler is een station in  Ler in fylke Trøndelag  in  Noorwegen. Het station ligt aan Dovrebanen. Het is alleen in gebruik als halte voor stoptreinen.